# Previsivelmente Irracional
Previsivelmente Irracional: Aprenda a Tomar Melhores Decisões é um livro de Dan Ariely publicado nos Estados Unidos em 2008, em que se desmontam alguns preconceitos em relação à tomada de decisões com base em critérios puramente racionais. Ariely indica que "O meu objectivo, no final deste livro, é ajudá-lo a repensar profundamente sobre o que faz mover as pessoas que o rodeiam. Espero poder conduzi-lo a conclusões apresentando-lhe um vasto leque de experiências científicas, descobertas e situações caricatas que são, em muitos casos, divertidas. Quando reparar que certos erros que cometemos são sistemáticos, como os repetimos vez após vez, julgo que poderá começar a perceber como evitá-los."

## Resumo dos temas
Ariely apresenta diversas formas de pensar e diversas situações que não são explicáveis pela tradicional teoria da racionalidade económica. Os temas estão organizados por capítulo, e os principais pontos focados são:

### Quebrar o ciclo do relativo
Frequentemente olhamos à nossa volta considerando as relações entre as coisas e entre nós e os outros; esta parece ser a forma como o cérebro humano está programado. Mas a forma como comparamos está enviesada: preferimos comparar o que nos dá menos trabalho a comparar. Por exemplo, se nos forem oferecidas as seguintes opções para uma lua-de-mel: Paris (incluindo pequeno-almoço), Roma (incluindo pequeno-almoço) e Roma (sem pequeno-almoço), a maior parte das pessoas escolheria provavelmente Roma com pequeno-almoço incluído, porque é mais fácil comparar as duas opções para Roma (com ou sem pequeno-almoço) do que Roma com Paris. Ariely explica o papel do "efeito de isco" ou "efeito de dominância assimétrica" no processo de decisão. Este efeito pode observar-se nos consumidores que têm tendência a alterar a sua preferência entre duas opções quando lhes é apresentada uma terceira opção que é assimétrica em relação às duas anteriores. No caso do exemplo da lua-de-mel, é a opção "Roma sem pequeno-almoço" que serve de isco, para atrair os consumidores a preferirem Roma em relação a Paris (comparar Roma a Paris é difícil, mas comparar com ou sem pequeno-almoço é fácil, pelo que os consumidores são atraídos para a escolha de Roma). A utilização deste mecanismo relacional para comparação de opções é um auxiliar precioso para a tomada de decisões, mas pode ser muito iníquo pois está também na base dos sentimentos de ciúme e inveja, em que comparamos as nossas vidas com a dos outras. Ariely termina este tópico afirmando que "quanto mais temos, mais queremos", o que pode trazer infelicidade. A "cura" que receita para este ciclo de relatividade, Ariely aconselha-nos a controlar o que nos rodeia, alargando o foco da nossa atenção do específico para o geral (por exemplo, quando pensarmos em substituir o nosso telemóvel por um da última geração, podemos refletir sobre que outras coisas poderemos comprar com o mesmo dinheiro).

### Falácia da oferta e da procura
Os consumidores compram com base no valor, na qualidade ou na disponibilidade dos bens — frequentemente com base nos três factores. A metodologia para atribuir um valor a um objecto ainda não valorizado, tal como a uma pérola negra do Taiti, é suscetível de irracionalidade. A atribuição de um preço, neste caso, pode ser facilmente feita por comparação (arbitrária) com publicidade a outras jóias "igualmente" preciosas e por uma etiqueta de um preço alto numa montra de uma joalharia da Quinta Avenida. Quando os consumidores compram um produto por um determinado preço ficam "ancorados" a esse preço, isto é, associam o preço inicial com o produto por um longo período de tempo. Um preço "âncora" para um determinado bem, por exemplo, uma televisão LED, irá determinar a perceção de valor de todas as televisões LED no futuro. Os preços passarão a ser considerados caros ou baratos por comparação com o preço "âncora" inicial. Por outras palavras, as decisões de compra futuras de televisões tornar-se-ão coerentes para quem compra se houver um preço inicial já estabelecido na mente do consumidor. Em relação a serviços aplica-se o mesmo raciocínio: avaliam-se as capacidades ou serviços prestados irracionalmente em função de preços "âncora". Suportando-se nos conceitos de preço "âncora" e de coerência arbitrária, Ariely argumenta contra a tradicional lei da oferta e da procura. Declara que a procura, que tradicionalmente determina os preços de mercado, pode ser facilmente manipulada, e ainda que a oferta e a procura são dependentes entre si (por exemplo, os preços recomendados dos fabricantes afetam a determinação dos consumidores em pagar outros preços). Finalmente, o autor afirma que a relação entre a oferta e a procura é baseada na memória e não em preferência.

### Custo do grátis
Neste capítulo, Ariely explica como os seres humanos reagem irracionalmente aos conceitos de "grátis" e "zero". Para ilustrar este ponto, Ariely realizou diversas experiências e obteve para todas resultados consistentes: quando temos que optar entre diversas escolhas, a opção "grátis" é a mais frequentemente escolhida. Quando temos a oportunidade de receber qualquer coisa "grátis" deixamos de considerar o valor do produto ou do serviço. Ariely afirma que "a maior parte das transações tem pontos positivos e pontos negativos, mas quando alguma coisa é GRÁTIS! esquecemos os pontos negativos. GRÁTIS! inclui uma tal carga emocional que percecionamos o que nos é oferecido como muito mais valioso do que na realidade é." O conceito de "GRÁTIS!" de Dan Ariely não se aplica apenas a custos monetários ou quantitativos, mas também a tempo. Com efeitos, temos tendência a desvalorizar o tempo que desperdiçamos quando esperamos numa fila para receber pipocas grátis ou para entrar num museu nos dias de entrada livre. Com base neste conceito tão simples, Ariely mostra como se podem condicionar políticas económicas e sociais. Por exemplo, para reduzir os custos relacionados com a saúde, os exames médicos regulares de rotina deveriam ser grátis. Ariely recomenda que consideremos, antes de decidir pelo que é grátis, os benefícios líquidos das nossas escolhas no que respeita a preferências e dinheiro. Eventualmente, poderemos fazer melhores negócios e até poupar dinheiros se não reagirmos ao GRÁTIS! da forma irracional como normalmente reagimos.

### Ser pago ou fazer um favor
Segundo Dan Ariely, existem diferenças significativas entre normas sociais, que incluem fazer um favor a um amigo sem esperar ser pago por isso, e normas económicas, em que o pagamento do serviço prestado (sob a forma de salários, preços, rendas, redução de custos ou pagamento em espécie) é fundamental, e que confundir e misturar normas sociais com normas económicas pode criar situações embaraçosas e delicadas. Ariely afirma que muitas vezes não nos importamos de fazer alguma coisa como favor mas que não gostamos de o fazer quando somos pagos. Em algumas experiências que realizou, o resultado do trabalho foi afetado negativamente quando se realizaram pagamentos de pequenas quantias. Por exemplo, foi mais fácil conseguir que advogados prestassem serviços a reformados com poucos rendimentos gratuitamente do que por um preço "barato" de $30. Outras experiências mostraram que oferecer presentes de pouco valor não ofende ninguém (a oferta é avaliada no âmbito das normas sociais), mas que ao mencionar o preço da oferta podemos causar desagrado (mencionar o preço altera o quadro da avaliação para o das normas económicas). Ariely salienta como as normas sociais estão a ser aproveitadas no mundo da economia para estabelecer pontes com as pessoas a nível social, para obter a confiança dos consumidores nas marcas e para conseguir "perdão" para pequenos erros, ilustrando a situação com o lema da empresa State Farm: “Como bons vizinhos, estamos consigo”. O autor conclui que "resulta que o dinheiro é a forma mais cara de motivar pessoas. Utilizar as normas sociais não só é mais barato mas, muitas vezes, também mais efetivo."

### Emoção no processo de decisão
Dan Ariely colaborou com o seu grande amigo George Loewenstein, professor de economia e psicologia na Universidade Carnegie Mellon, para testar a influência da excitação sexual no processo de decisão em situações de grande emocionalidade. Ariely e Loewenstein decidiram escolher para os seus testes alunos da Universidade de Berkeley e utilizando computadores para estimular excitação sexual, determinaram que é mais provável que homens excitados cometam actos que num estado não-excitado não considerariam cometer. Usando estes dados, Ariely argumenta que outras situações fortemente emocionais, como as associadas a ira, frustração ou fome têm o potencial de espoletar efeitos semelhantes no processo de decisão. Nestas situações o nosso comportamento é muito influenciado pela emoção e deixamos transparecer uma "persona" que julgávamos não existir. Independentemente da nossa experiência passada, tomamos decisões irracionais sempre que estamos excitados. Ariely termina o capítulo propondo algumas ideias para melhorar o nosso processo de decisão em situações de alto conteúdo emocional, nomeadamente relacionadas com sexo seguro, segurança na condução e outras. Por exemplo, no caso de condução por adolescente poderia ser utilizado um sistema que comunicasse com os pais automaticamente sempre que um determinado limite de velocidade fosse excedido, de forma a reduzir o número de acidentes.